# Mikk Titma

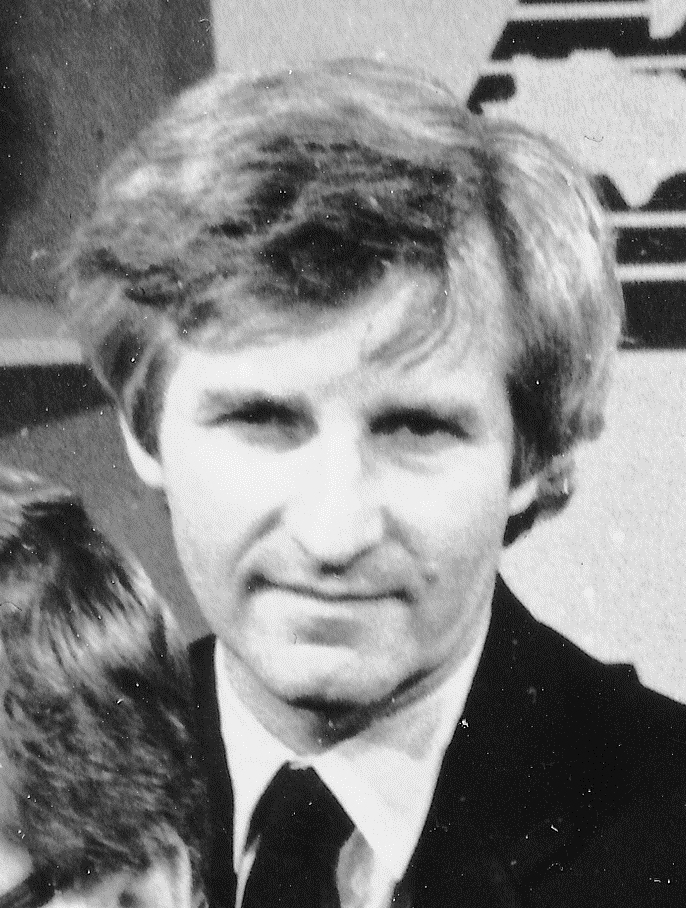
Mikk Titma (1988)

Mikk Titma (* 2. November 1939 in Tallinn, Estland) ist ein estnischer Soziologe, der u. a. als Professor der Universität Tartu wirkte und im Baltikum zu den bahnbrechenden Vertretern der empirisch-statistischen Methoden der Soziologie gehört. Während der sowjetischen Zeit war Titma auch ein aktiver KP-Funktionär, von November 1988 bis März 1990 Erster Sekretär des ZK der Kommunistischen Partei Estlands. In dieser Funktion unterstützte er im Januar 1989 die Verabschiedung eines Gesetzes, das die Einführung des Estnischen als Amtssprache festlegte.

## Publikationen (Auswahl)
- (Hg.): Sociologiceskie issledovanija v sovetskoj pribaltike [Soziologische Studien im sowjetischen Baltikum], Wilna 1982
- (Hg. mit anderen): Ühe põlvkonna elutee [Der Lebensweg einer Generation], Ilion, Tallinn 1990
- (Hg.): Kolmekümneaastaste põlvkonna sotsiaalne portree [Das soziale Bild der Generation der 30-jährigen], Tartu/Tallinn 1999